# Jordan Leavitt
Jordan Leavitt (Las Vegas, Nevada, Estados Unidos, 2 de junio de 1995) es un artista marcial mixto estadounidense que compite en la división de peso ligero de Ultimate Fighting Championship.

## Primeros años
Si trayectoria en las MMA comenzó en el instituto como parte del equipo de lucha libre. Al principio lo dejó durante su primer año, pero se encontró con The Ultimate Fighter en la televisión e inmediatamente se enamoró del deporte, volviendo a unirse al equipo de lucha y compitiendo durante los tres años siguientes.
Estudia ciencias políticas en la Universidad de Nevada, Las Vegas, y sueña con ser aceptado en la facultad de derecho y seguir una carrera en derecho de familia. Ha pospuesto la facultad de Derecho en favor de su carrera de luchador, pero con la advertencia de que una vez que vea en qué punto se encuentra su carrera de luchador, que no va bien, irá a la facultad de Derecho.

## Carrera en las artes marciales mixtas

### Inicios
En su debut en las MMA en el Gladiator Challenge Fight Club, sometió a Tony Martínez en el segundo asalto. Leavitt derrotó a Lucas Neufeld en Tuff N' Nuff Fight Night por decisión unánime. Después, en Final Fighting Championship 36, se enfrentó a Roy Ostrander y lo derrotó en el primer asalto por estrangulamiento de brazo. En el Gladiator Challenge Holiday Beatings, Leavitt derrotó a John Walker por sumisión en el primer asalto. Derrotó a Isaiah William por decisión unánime en Fight Night 8 de BCM Promotions para conseguir su segunda victoria por decisión como profesional.
En su debut en la promoción Legacy Fighting Alliance en LFA 85, derrotó a Levion Lewis por sumisión en el segundo asalto.
Fue invitado al Dana White's Contender Series 27 el 4 de agosto de 2020. Ganó el combate por sumisión en el primer asalto y posteriormente se le concedió un contrato con la UFC.

### Ultimate Fighting Championship
Debutó en la UFC contra Matt Wiman el 5 de diciembre de 2020 en UFC on ESPN: Hermansson vs. Vettori. Ganó el combate por KO en el primer asalto. Esta victoria le valió el premio a la Actuación de la Noche.
Se enfrentó a Claudio Puelles el 5 de junio de 2021 en UFC Fight Night: Rozenstruik vs. Sakai. Perdió el combate por decisión unánime.
Se enfrentó a Matt Sayles el 18 de diciembre de 2021 en UFC Fight Night: Lewis vs. Daukaus. Ganó el combate por sumisión en el segundo asalto.
Estaba programado para enfrentarse a Victor Martinez el 16 de abril de 2022 en UFC on ESPN: Luque vs. Muhammad 2. Sin embargo, Martinez se retiró del evento por razones desconocidas y fue sustituido por el recién llegado a la promoción Trey Ogden. Ganó el combate por decisión dividida.
Se enfrentó a Paddy Pimblett el 23 de julio de 2022 en UFC Fight Night: Blaydes vs. Aspinall. Perdió el combate por sumisión en el segundo asalto.

## Campeonatos y logros
- Ultimate Fighting Championship
  - Actuación de la Noche (una vez) vs. Matt Wiman[9]

## Récord en artes marciales mixtas
| Resultado | Récord | Oponente        | Método                                              | Evento                                 | Fecha                    | Ronda | Tiempo | Localización                | Notas                    |
| --------- | ------ | --------------- | --------------------------------------------------- | -------------------------------------- | ------------------------ | ----- | ------ | --------------------------- | ------------------------ |
| Derrota   | 10-2   | Paddy Pimblett  | Sumisión (estrangulamiento por detrás)              | UFC Fight Night: Blaydes vs. Aspinall  | 23 de julio de 2022      | 2     | 2:46   | Londres                     |                          |
| Victoria  | 10-1   | Trey Ogden      | Decisión (dividida)                                 | UFC on ESPN: Luque vs. Muhammad 2      | 16 de abril de 2022      | 3     | 5:00   | Las Vegas, Nevada           |                          |
| Victoria  | 9-1    | Matt Sayles     | Sumisión (estrangulamiento por triángulo invertido) | UFC Fight Night: Lewis vs. Daukaus     | 18 de diciembre de 2021  | 2     | 2:05   | Las Vegas, Nevada           |                          |
| Derrota   | 8-1    | Claudio Puelles | Decisión (unánime)                                  | UFC Fight Night: Rozenstruik vs. Sakai | 5 de junio de 2021       | 3     | 5:00   | Las Vegas, Nevada           |                          |
| Victoria  | 8-0    | Matt Wiman      | KO (puñetazo)                                       | UFC on ESPN: Hermansson vs. Vettori    | 5 de diciembre de 2020   | 1     | 0:22   | Las Vegas, Nevada           | Actuación de la Noche.   |
| Victoria  | 7-0    | Jose Flores     | Sumisión (estrangulamiento del brazo)               | Dana White's Contender Series 27       | 4 de agosto de 2020      | 1     | 4:15   | Las Vegas, Nevada           |                          |
| Victoria  | 6-0    | Leivon Lewis    | Sumisión (estrangulamiento de anaconda)             | LFA 85                                 | 17 de julio de 2020      | 2     | 2:01   | Sioux Falls, Dakota del Sur |                          |
| Victoria  | 5-0    | Izzy William    | Decisión (unánime)                                  | BCM Promotions Fight Night 8           | 22 de febrero de 2020    | 3     | 5:00   | Mansfield, Ohio             | Debut en el peso ligero. |
| Victoria  | 4-0    | Johnny Walker   | Sumisión (gancho de talón)                          | Gladiator Challenge: Holiday Beatings  | 14 de diciembre de 2019  | 1     | 0:17   | Hemet, California           |                          |
| Victoria  | 3-0    | Ray Ostrander   | Sumisión (estrangulamiento del brazo)               | Final Fight Championship 36            | 9 de mayo de 2019        | 1     | 1:30   | Las Vegas, Nevada           |                          |
| Victoria  | 2-0    | Lucas Neufeld   | Decisión (unánime)                                  | Tuff-N-Uff Fight Night                 | 14 de septiembre de 2018 | 3     | 5:00   | Las Vegas, Nevada           |                          |
| Victoria  | 1-0    | Tony Martinez   | Sumisión (estrangulamiento por guillotina)          | Gladiator Challenge: Fight Club        | 7 de octubre de 2017     | 2     | 2:43   | El Cajón, California        | Debut en el peso pluma.  |